# Dabaotai
Dabaotai (大葆台; Dàbǎotái) är en kejserlig grav från Västra Handynastin (206 f.Kr.–24 e.Kr.) i Peking i Kina.
Den gravsatta är den feodala prinsen Liu Jian (73–45 f.Kr.) från senare delen av Västra Handynastin. Det underjordiska palatset är uppbyggt av en trästruktur bestående av ungefär 16 000 stockar av cypress. Trästrukturen är omsluten av packad träkol, grafit och lera, vilket är samma teknik (黄肠题凑) som använts för uppförandet av dynastins kejsargravar.
Hela graven upptar 18 000 m², och det underjordiska palatset är 23×18 m, 4,7 m under dagens marknivå. Mer än tusen föremål har grävts upp ur graven såsom föremål av koppar, järn, jade, agat, guld, keramik och textilier. I graven är även elva hästar och tre hästvagnar begravda.
Dabaotai finns sydväst om Pekings världspark utanför sydvästar Fjärde ringvägen i Fengtaidistriktet i sydvästra Peking. Graven och dess artefakter ställs ut på Dabaotai Xi Han Dynasty Tomb Museum (大葆台西汉墓博物馆) som är uppförd runt graven.
| Pekings tunnelbana |                |                   |
|                    | Fangshanlinjen | Dabaotai (大葆台) |